# Équipe de Tchécoslovaquie féminine de hockey sur gazon
L'équipe de Tchécoslovaquie féminine de hockey sur gazon est la sélection des meilleures joueuses tchécoslovaques de hockey sur gazon.

## Palmarès
| Jeux olympiques - 1980 : 2e |  | Coupe du monde - 1978 : 9e |  | Championnat d'Europe - 1984 : 9e |